# 綺麗 KI・RE・I
『綺麗 KI・RE・I』（きれい）は、近藤真彦の16枚目のオリジナル・アルバム。1992年12月12日にリリースされた。発売元はSony Records。

## 概要
1年ぶりのオリジナル・アルバム。デビュー13周年突入日にリリースされた。シングル曲が一切収録されないアルバムは『DREAM』以来6年ぶりである。

## 収録曲
作詞・作曲・編曲：渚十吾（特記以外）　
1. ボギー[4:15]
  - 作詞：椎名可憐　作曲：渚十吾・Leon Walker　編曲：重実徹
2. ワル[5:21]
  - 作詞・作曲：歌川和彦
3. 64[6:04]
  - 作詞：佐藤大　作曲：鮎川誠　編曲：鮎川誠・渚十吾
4. レイン[5:20]
  - 作詞：椎名可憐
5. 噂通り[3:38]
  - 作詞：原真弓　作曲：伊藤銀次
6. Cindy[3:34]
  - 作詞・作曲：歌川和彦　編曲：歌川和彦・棚谷祐一
7. Empty Bed[3:08]
  - 編曲：鮎川誠・渚十吾
8. 綺麗[5:01]
  - 作詞：伊集院静
9. 南十字星[4:36]
  - 作詞：歌川和彦
10. Sky Blue[5:42]
  - 作詞：村上広一
11. December 24th.[3:46]
  - 作詞：村上広一
12. ボギー〜In The Sunday Morning〜[2:02]
  - 作詞：椎名可憐　作曲：渚十吾・Leon Walker